# Wet (wetenschap)

De derde wet van Newton in theorie (zonder wrijving). (In de praktijk gaan de balletjes van de newtonpendel t.g.v. wrijving steeds langzamer, tot ze stil hangen)

Een wet in de wetenschap is een regel die een bepaalde wetmatigheid beschrijft in de natuur of de maatschappij. 

## Algemeen
Wetenschappelijke wetten, in de natuurwetenschap ook wel natuurwetten genoemd, zijn wetmatigheden die worden gedistilleerd uit herhaalde, bevestigde empirische waarnemingen, en die als universeel en onveranderlijk worden beschouwd. Een wetenschappelijke wet wordt 'ontdekt' en geformuleerd, na herhaalde waarnemingen en experimenten. 
Een wet wordt, net als een theorie, verworpen of gefalsifieerd als deze onverenigbaar blijkt met nieuwe, empirisch vastgestelde feiten. 
Een wet verschilt van een hypothese, theorie of postulaat, in zoverre dat een wet een analytische stelling is, meestal met een empirisch te bepalen natuurconstante. Een voorbeeld van een natuurwet is de empirisch vastgestelde snelheid van het licht, die overal in het heelal dezelfde, universele waarde van 300.000 kilometer per seconde heeft.

## Soorten wetten
Wetenschappelijke wetten zijn er vooral op het gebied van de natuurwetenschappen, maar ook de menswetenschappen kennen wetten. Wetten worden soms benoemd naar de verschijnselen die zij beschrijven, maar zeker zo vaak naar de geleerde die de wet heeft ontdekt en geformuleerd. Zo komt het voor dat een wet verschillende benamingen heeft.

## Natuurwetten
Het is in de natuurwetenschap gebruikelijk wetmatigheden die lang de tand des tijds doorstaan hebben, aan te duiden als wet, meestal tezamen met de naam of namen van de onderzoeker(s) aan wie de ontdekking van het verband wordt toegeschreven. Bij sommige verschijnselen wordt slechts van een effect gesproken, terwijl het met evenveel recht een wet genoemd zou kunnen worden. Een voorbeeld hiervan is het Corioliseffect, dat de oorzaak is van het verschijnsel dat bekendstaat als de wet van Buys Ballot.
Een bijzonder geval vormen de zogenaamde behoudswetten. Dit is een begrip uit de klassieke natuurkunde en de scheikunde. Een behoudswet drukt uit dat een aantal eigenschappen van een systeem constant zijn als er geen externe factoren een rol spelen. Bekende voorbeelden zijn de wet van behoud van energie, de wet van behoud van massa, de wet van behoud van lading, etc.
Een behoudswet is het gevolg van een symmetrie. Behoud van impuls is het gevolg van translatiesymmetrie. Behoud van energie is het gevolg van symmetrie onder tijdverschuiving. En behoud van impulsmoment is het gevolg van rotatiesymmetrie. De perkenwet van Kepler, dat wil zeggen behoud van impulsmoment, wordt veroorzaakt door het feit dat de aantrekkende kracht van de zon alleen van de afstand afhankelijk is, dat wil zeggen er is bolsymmetrie. Voor meer hierover, zie het artikel Stelling van Noether.
In de moderne, relativistische en kwantummechanische natuurkunde zijn deze behoudswetten aangepast. Zo laat de massa-energierelatie (E = m c2) van Einstein zien dat massa en energie met elkaar in verband staan. Er geldt daarom in de relativistische mechanica geen behoud van massa meer, maar wel behoud van energie, waarbij massa als vorm van energie wordt gezien.
Wetenschapsfilosofen hebben vaak bezwaar tegen de term natuurwet, omdat in principe iedere schijnbare wetmatigheid niet meer dan een model is, dat bij nader onderzoek niet helemaal juist of misschien zelfs volledig fout kan blijken.

### Overzicht van de belangrijkste natuurwetten
De indeling in deelgebieden ligt niet geheel vast; er zijn grensgevallen en soms grote overlappingen.
Astronomie
- Wet van Hubble
- Wetten van Kepler

Atoomfysica
- Wet van Moseley

Biologie
- Wet van Hardy-Weinberg
- Wetten van Mendel
- Wet van Wolff

Elektromagnetisme
- Wet van Ampère
- Wet van behoud van lading
- Wet van Biot-Savart
- Wet van Coulomb
- Wet van Curie
- Wet van Curie-Weiss
- Inductiewet van Faraday
- Wet van Gauss
- Wet van Hopkinson
- Wet van Joule
- Stroom- en spanningswet van Kirchhoff
- Wet van Lenz
- Wetten van Maxwell
- Wet van Ohm

Gassen en vloeistoffen
- Algemene gaswet (of idealegaswet)
- Wet van Avogadro
- Wet van Archimedes
- Wet van Boyle
- Wet van Buys Ballot
- Wet van de communicerende vaten
- Wet van Dalton
- Wetten van Fick
- Wetten van Gay-Lussac (incl. wet van Charles)
- Wet van Graham
- Maxwell-Boltzmann-verdeling
- Wet van Pascal
- Wet van Raoult
- Van der Waalsvergelijking

Geologie en geofysica
- Wet van Byerlee
- Wet van Darcy
- Wet van superpositie

Kernfysica
- Wet van Geiger-Nuttall

Kwantummechanica
- Onzekerheidsrelatie van Heisenberg
- Uitsluitingsprincipe van Pauli
- Wet van Planck
- Schrödingervergelijking

Mechanica
- Wet van behoud van impuls
- Wet van behoud van impulsmoment
- Wet van behoud van massa
- Corioliseffect
- Wet van Hooke
- Bewegingswetten van Newton
- Wet van Mohr-Coulomb
- Gravitatiewet van Newton

Optica (geometrisch en fysisch)
 en warmtestraling
- Fresnelvergelijkingen
- Wet van Lambert
- Wet van Rayleigh-Jeans
- Scheimpflug-principe
- Wet van Snellius
- Wet van Stefan-Boltzmann
- Verschuivingswet van Wien

Relativiteitstheorie
- Lorentz-Fitzgeraldcontractie
- Massa-energierelatie

Scheikunde
- Elektrolysewet van Faraday
- Wet van Le Chatelier en van 't Hoff
- Wet van Guldberg en Waage
- Wet van Henry
- Wet van Hess
- Wet van Lambert-Beer
- Wet van Nernst

Statistiek en kansrekening
- Wet van Benford
- Wet van de grote aantallen

Stromingsleer
- Wet van Bernoulli
- Wet van Castelli
- Wet van Chézy
- Wet van Hagen-Poiseuille
- Wet van Kutta-Joekowski, Coandă-effect
- Wet van Navier-Stokes
- Wet van Torricelli

Thermodynamica
- Nulde wet van de thermodynamica
- Eerste wet van de thermodynamica
- Tweede wet van de thermodynamica
- Derde wet van de thermodynamica
- Wet van Dulong en Petit
- Wet van Fourier
- Wet van Kopp
- Stralingswet van Kirchhoff

Vastestoffysica
- Wet van Bragg

Natuurwetenschappen algemeen
- Wet van Shannon-Hartley (datacommunicatie)
- Superpositiebeginsel

### Verdere bijzonderheden
Verdere zijn er in de kernfysica enkele vuistregels om de (on)mogelijkheid van bepaalde reacties te beschrijven, zoals behoud van leptongetal en behoud van baryongetal.
In de natuurwetenschappen in het algemeen kent men de wet van behoud van energie, waarvan de Eerste hoofdwet van de thermodynamica in feite een bijzonder geval is.

## Niet-natuurwetenschappelijke wetten
Behalve de natuurwetenschappen kennen ook diverse andere wetenschapsgebieden "wetten". Enkele voorbeelden:
Economie
- Wet van de afnemende meeropbrengst
- Wet van vraag en aanbod
- Pareto-principe ("80-20-regel")
- Wet van de remmende voorsprong

Onderwijskunde
- Wet van Posthumus

Organisatiekunde
- Wet van Parkinson
- Peterprincipe

Taalkunde
- Klankwetten
- Wet van Zipf (ook toegepast in de sociale wetenschappen)

## Overige "wetten"
Van geheel andere aard zijn constateringen dat bepaalde verschijnselen een soort regelmatigheid lijken te vertonen die echter niet of nauwelijks theoretisch te onderbouwen valt. Soms is het begrip 'wet' hier zelfs min of meer ludiek bedoeld.
Voorbeelden:
- Wet van Moore (computertechniek)
- Wet van Wirth (computertechniek)
- Wet van Godwin (internet)
- Wet van Murphy (statistiek)

Met name in de esoterie wordt wel met zogenaamde universele wetten gewerkt. Anders dan religieuze wetten zijn universele wetten geen voorschriften of geboden, maar beschrijven ze wetmatigheden op zowel het spirituele als het fysieke vlak. 